# Materiały izolacyjne z polietylenu

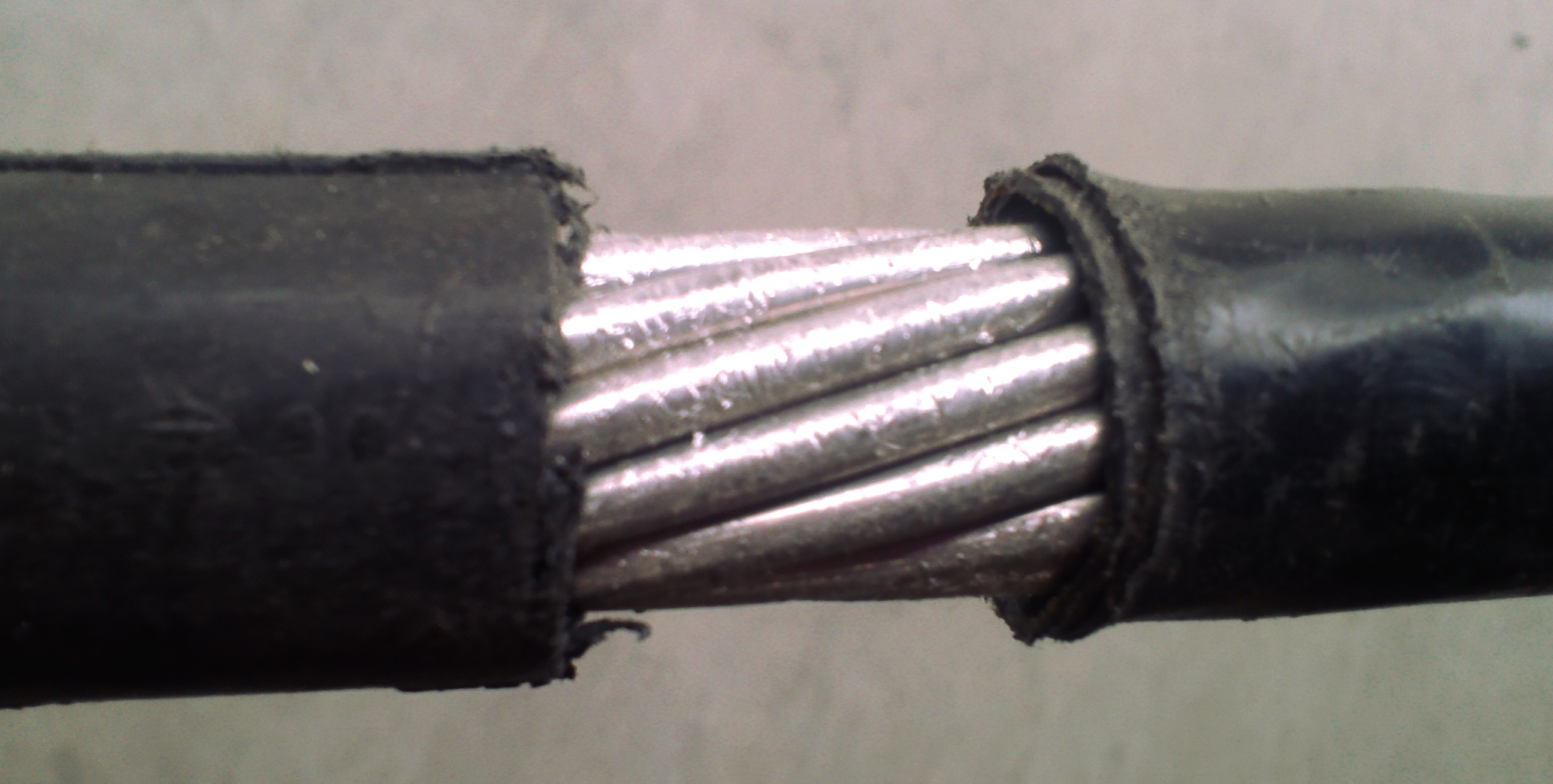
Wiązka drutu aluminiowego pokryta polietylenową izolacją

Materiały izolacyjne z polietylenu – izolacje piankowe zrobione z tworzyw samogasnących, odznaczające się dużym współczynnikiem oporu dyfuzyjnego.

## Zastosowanie
Izolacje piankowe z polietylenu funkcjonują w budownictwie jako
- Izolacja termiczna

- Izolacja tłumiąca drgania

- Izolacja przeciwwilgociowa

- Izolacja dźwiękochłonna (zależnie od grubości)

## Obszar i motyw stosowania

### Płyty izolacyjne oraz elastyczne maty
Z piankowego polietylenu produkowane są płyty termoizolacyjne o grubości od 15-60 mm oraz elastyczne maty zwijane w rulony o grubości 2-15 mm.
Wyroby te przeznaczone są do izolacji stropów, balkonów, tarasów, stropodachów także do podłóg ogrzewanych, bądź jako izolacja wewnętrzna tuneli.

### Otuliny
Powstałe z rodzaju pianki polietylenowej do izolacji termiczno-akustycznej. Zwykle służące do izolacji cieplnej rur z gorącymi nośnikami ciepła,ochrony rur wodociągowych i kanalizacyjnych oraz dla wyciszenia hałasu a nawet jako ochrona antykorozyjna.

### Taśmy izolacyjne uszczelniające
Wykorzystywane przy montażu m.in. lekkiej obudowy płyt warstwowych, przy ściankach gipsowo-kartonowych na ruszcie metalowym.

### Cienka termoizolacja ścian i dachów
Izolacja za pomocą folii polietylenowej bąbelkowej, wypełnionej powietrzem.Ochrona cieplna w takim typie materiału wykorzystuje duży opór cieplny charakteryzujący wyroby z folii bąbelkowej. Energia nie przechodzi przez materiał i nie ulega pochłanianiu jak w większości izolacyjnych materiałów. Jest natomiast odbijana od powierzchni warstwy izolującej.

## Pozostałe przykłady użycia piankiPE
- Uszczelki przyszybowe do okien i drzwi balkonowych

- Rdzenie termoizolacyjne do płyt elewacyjnych z blach.